# Hôtel de ville de Theux
L'Hôtel de ville de Theux est un édifice de style néo-classique situé à Theux, dans la province de Liège en Belgique.

## Historique
L'Hôtel de ville de Theux a été édifié par l'architecte liégeois Barthélemy Digneffe en 1770-1771,
Il fait l'objet d'un classement comme monument historique depuis le 5 septembre 1978.

## Architecture
L'hôtel de ville est constitué d'une travée centrale flanquée deux ailes latérales de deux travées chacune.

### Le rez-de-chaussée
On accède à l'entrée, située au premier étage, par un escalier à double volée orné d'une belle rampe en fer forgé.
Les maçonneries du rez-de-chaussée sont entièrement réalisées en pierre bleue assemblé en très grand appareil. 
Les travées du rez-de-chaussée sont percées de baies à arc surbaissé.

### L'étage
À l'étage, les maçonneries alternent pierre bleue et enduit peint en jaune.
La travée centrale de l'étage, à trois pans, est percée d'une porte à l'encadrement de pierre bleue surmonté d'un arc en plein cintre. Cet arc, mouluré, est orné d'une clé sculptée d'une feuille d'acanthe et est surmonté de guirlandes de feuilles de laurier.
Cette porte est flanquée de pilastres ornés de bossages plats à refends supportant un entablement surmonté d'un fronton triangulaire percé d'un oculus.
Les travées latérales, cantonnées de pilastres à refends, sont percées de hautes fenêtres rectangulaires encadrées de pierre bleue et surmontées d'un linteau orné d'une clé moulurée.

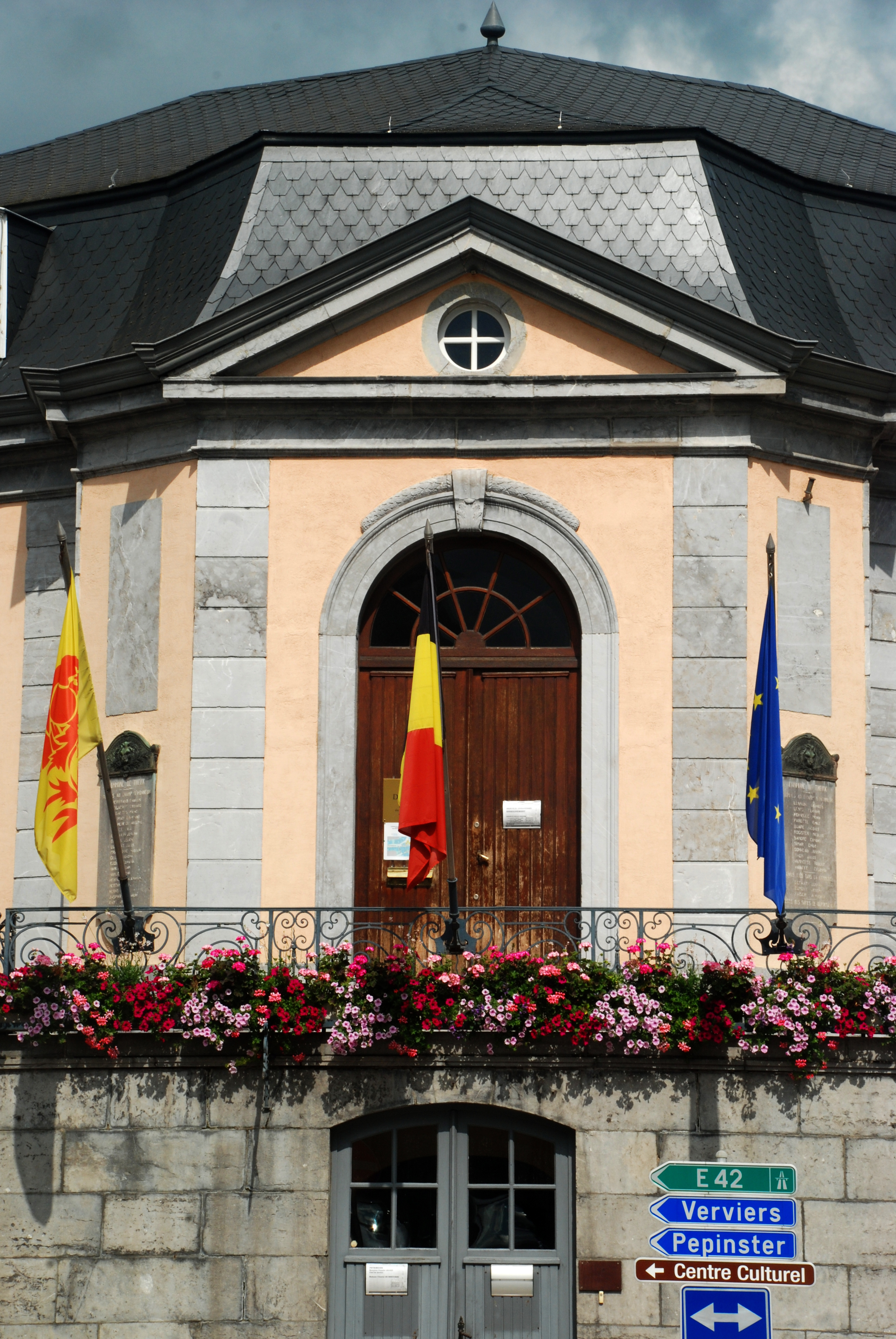
Vue détaillée de la porte cintrée.
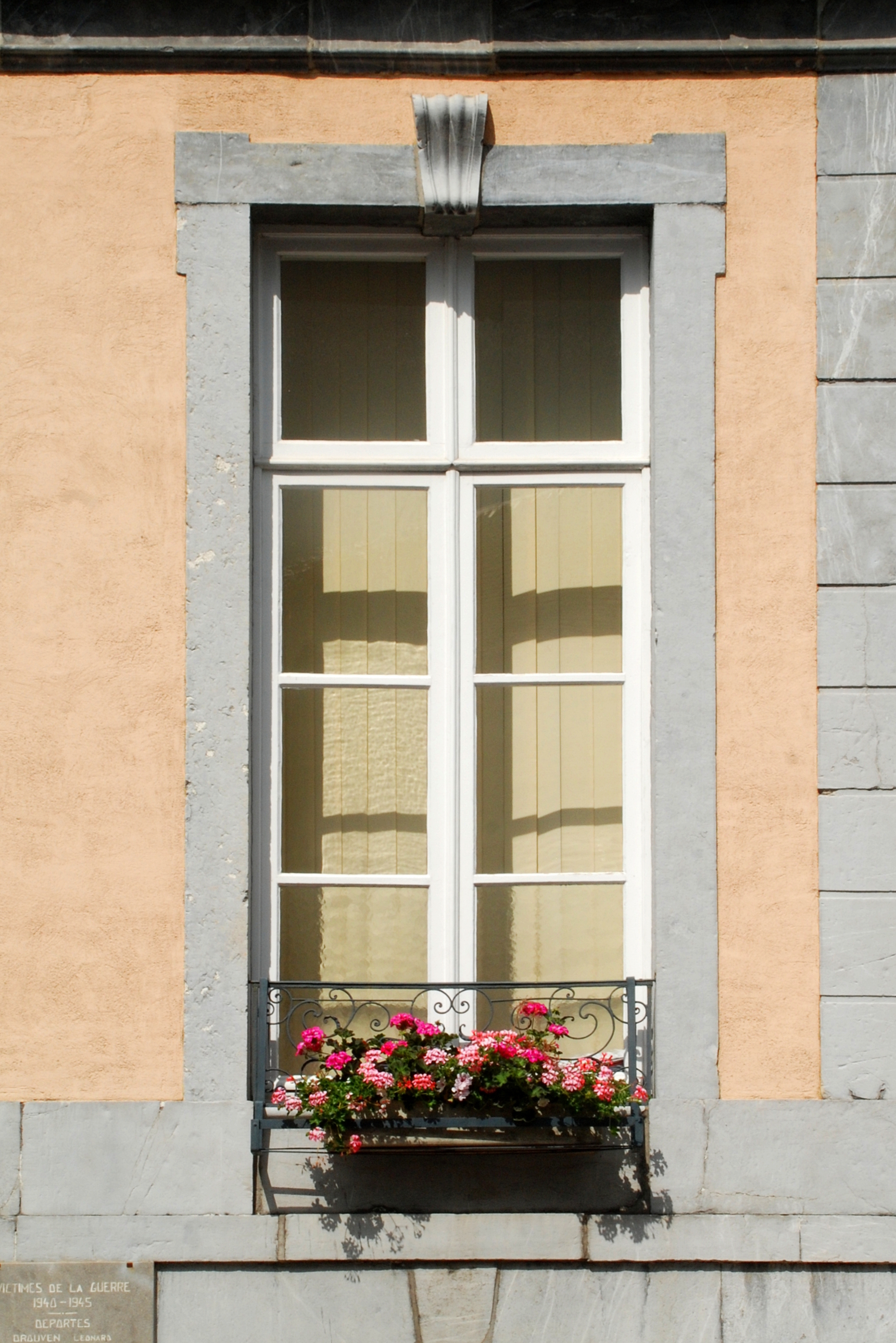
Fenêtre rectangulaire de l'étage au linteau orné d'une clé moulurée.
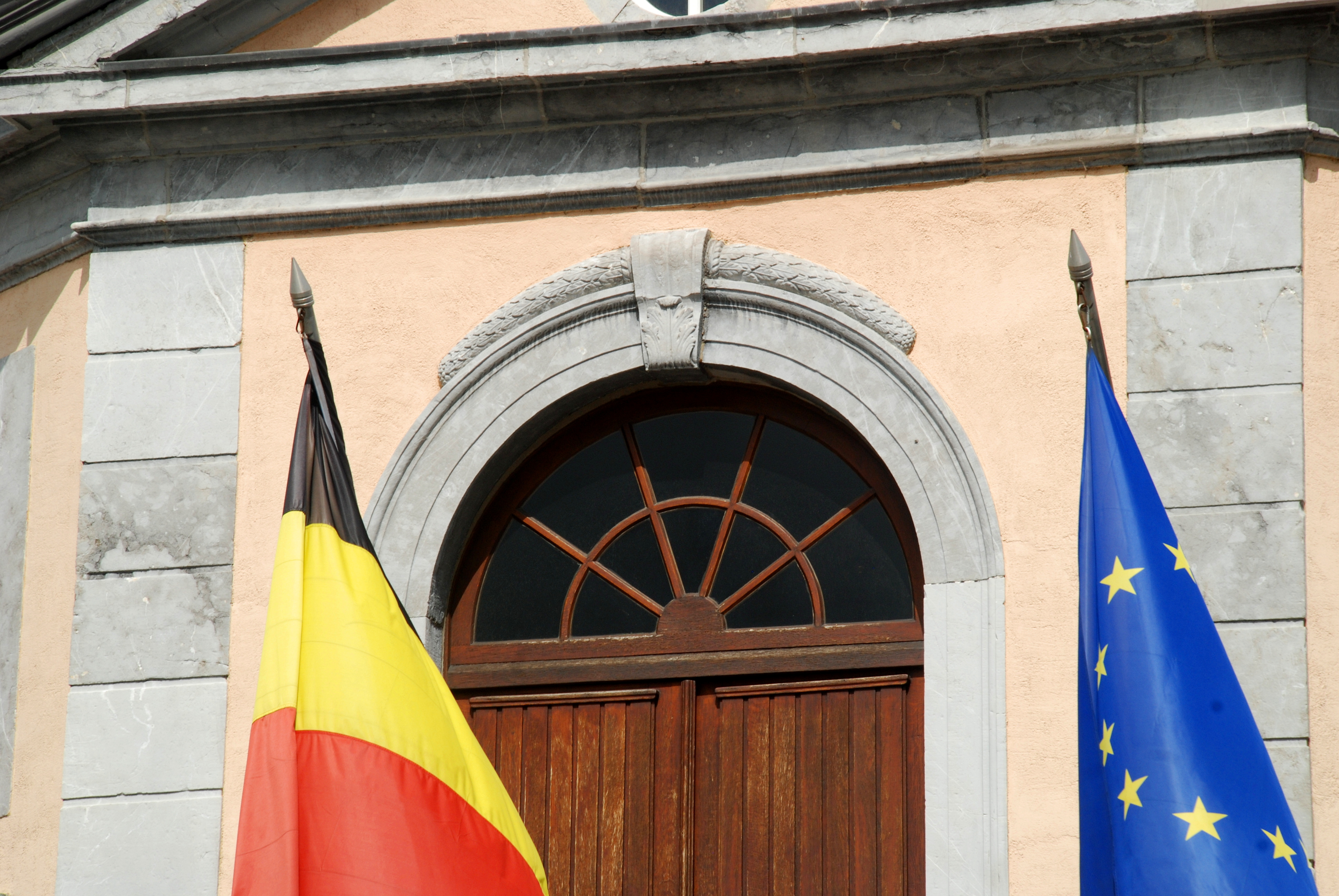
L'arc mouluré, la clé sculptée d'une feuille d'acanthe et les guirlandes de feuilles de laurier surmontant la porte.

### La toiture
L'édifice est surmonté d'une toiture en combles à la Mansart couverte d'ardoises et percé de quatre lucarnes.

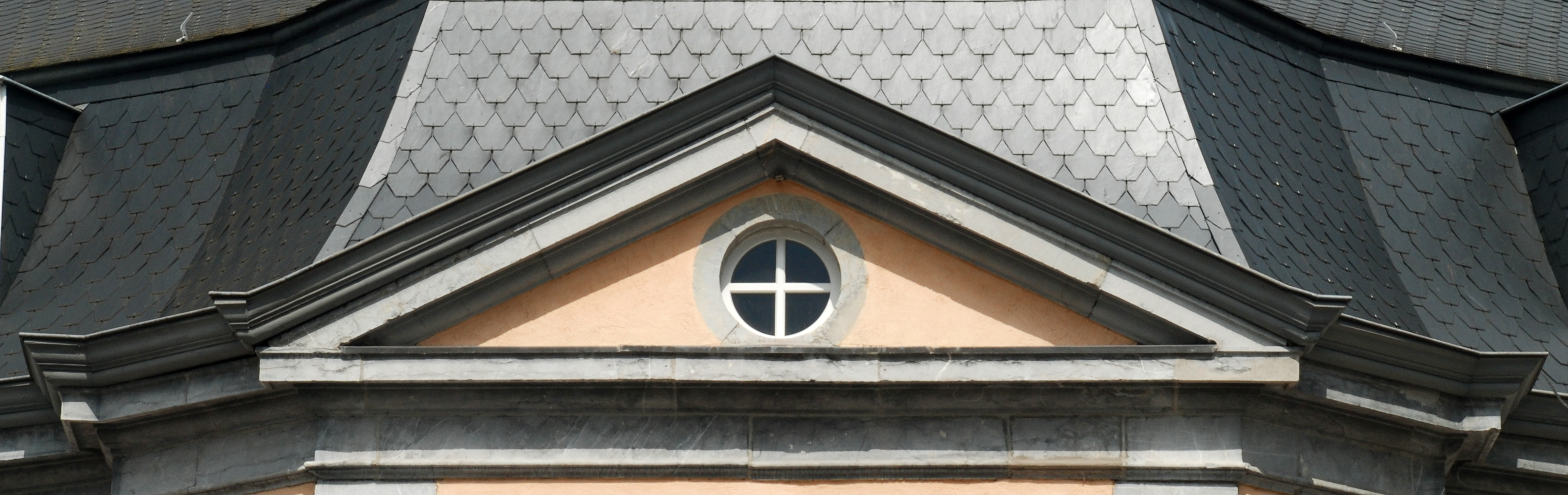
Le fronton triangulaire sur fond de toiture en combles à la Mansart.